# Rodney Dent
Rodney Dent, (nacido el 25 de diciembre de 1970 en Edison, Georgia) es un exjugador de baloncesto estadounidense. Con 2.05 de estatura, su puesto natural en la cancha era el de pívot.